# Trichilia lepidota
Trichilia lepidota är en tvåhjärtbladig växtart. Trichilia lepidota ingår i släktet Trichilia och familjen Meliaceae.

## Underarter
Arten delas in i följande underarter:
- T. l. lepidota
- T. l. leucastera
- T. l. schumanniana